# Riga International 2015
Die Riga International 2015 im Badminton fanden vom 28. bis zum 31. Mai 2015 in Riga statt.

## Sieger und Platzierte
| Disziplin    | Gold                                     | Silber                               | Bronze                                 |
| ------------ | ---------------------------------------- | ------------------------------------ | -------------------------------------- |
| Herreneinzel | Sergey Sirant                            | Iztok Utroša                         | Mateusz Swierczynki                    |
| Herreneinzel | Sergey Sirant                            | Iztok Utroša                         | Søren Toft Hansen                      |
| Dameneinzel  | Anastasia Chervyakova                    | Akvilė Stapušaitytė                  | Anna Rankin                            |
| Dameneinzel  | Anastasia Chervyakova                    | Akvilė Stapušaitytė                  | Getter Saar                            |
| Herrendoppel | Mads Emil Christensen Kristoffer Knudsen | Thomas Baures Thom Gicquel           | Ronan Gueguin Toma Junior Popov        |
| Herrendoppel | Mads Emil Christensen Kristoffer Knudsen | Thomas Baures Thom Gicquel           | Bernardo Atilano Ricardo Silva         |
| Damendoppel  | Kristin Kuuba Helina Rüütel              | Vimala Hériau Margot Lambert         | Emilie Juul Møller Cecilie Sentow      |
| Damendoppel  | Kristin Kuuba Helina Rüütel              | Vimala Hériau Margot Lambert         | Tereza Švábíková Kateřina Tomalová     |
| Mixed        | Andrey Parakhodin Anastasia Chervyakova  | Mads Emil Christensen Cecilie Sentow | Thom Gicquel Vimala Hériau             |
| Mixed        | Andrey Parakhodin Anastasia Chervyakova  | Mads Emil Christensen Cecilie Sentow | Søren Toft Hansen Gerda Voitechovskaja |